# Ctenucha semistria
Ctenucha semistria är en fjärilsart som beskrevs av Walker 1856. Ctenucha semistria ingår i släktet Ctenucha och familjen björnspinnare. Inga underarter finns listade i Catalogue of Life.